# Изворска-Елизарьева, Маргарита Николовна
Маргарита Николовна Изворска-Елизарьева (род. 13 февраля 1946 года, Бяла-Слатина, Болгария) — заслуженный деятель искусств Беларуси, режиссер, музыковед, педагог.

## Биография
В 1969 году Маргарита Николовна окончила Болгарскую консерваторию по классу Ганеева Д., Маноловой З. и Елиезер Б., а в 1974 году — Ленинградскую консерваторию по классу Пасынкова Э. и Смирновой Т.
С 1976 по 1994 г. работала режиссером в Государственном драматическом театре оперы и балета БССР и в оперных театрах городов Бургас и Пловдив в Болгарии. В это же время с 1976 года работала преподавателем в Белорусской консерватории (переименована в Белорусскую Академию музыки).
В 1993 году Маргарита Николовна стала доцентом кафедры оперной подготовки, в 2002-м году — профессором, а в 2011 году — заведующей кафедрой оперной подготовки.
В 2002 году назначена художественным руководителем Национального театра оперы Беларуси и проработала в этой должности до 2009 года.
18 февраля 2021 года по данным информационных источников Маргарита Изворска вернулась в Национальный Академический театр оперы и балета в качестве художественного руководителя оперы, однако проработала в этой должности только 1 день.

## Постановки
За свою карьеру Маргарита Изворска поставила более 30 оперных спектаклей и свыше 400 отрывков из оперной мировой классики.
Среди постановок в Театре оперы Беларуси можно отметить:
1979 г. — «Дон Карлос» Дж. Верди,
1981 г. — «Выбор капельмейстера» Й. Гайдна, «Служанка-госпожа» Дж. Перголези,
1986 г. — «Севильский цирюльник» Дж. Россини,
1987 г. — «Волшебная флейта» В. А. Моцарта,
1991 г. — «Тоска» Дж. Пуччини,
1992 г. — «Шекспир и Верди», фантазия в 3-х частях по мотивам опер «Макбет», «Фальстаф», Отелло" Дж. Верди,
1994 г. — «Леди Макбет Мценского уезда» Д. Шостаковича,
2003 г. — «Хованщина» М. Мусоргского,
2004 г. — «Иоланта» П. Чайковского,
2005 г. — «Кармен» Ж. Бизе, «Рита, или Пиратский треугольник» Г. Доницетти, «Записки сумасшедшего» В. Кузнецова,
2007 г. — «Моцарт и Сальери» Н. Римского-Корсакова.

## Публикации
Маргарита Изворска, помимо режиссерской и преподавательской деятельности, также известна как автор статей в научных изданиях и журналах:
- Миф. Музыка. Моцарт «Волшебная фл.»: космогоническая мифологема — Минск, 1998;
- Энигма оперы. Бесконечный процесс постижения— Минск, 2002;
- Искусство и время: муз.-эстетич. этюды— София, 2004.[5]

## Семья
- Супруг — Елизарьев Валентин Николаевич (д.р. 30.10.1947), советский, белорусский балетмейстер, хореограф, педагог. Народный артист СССР (1985).
- Сын — Александр, дочь — Анна.
- Внуки — Боян, Руслан, Никита

## Награды и ученые степени
- 1990 г. — Заслуженный деятель искусств Беларуси
- 1999 г. — Кандидат философских наук
- 2009 г. — Доктор педагогических наук (РФ), гранд-доктор философии — AEI (Бельгия), WIDU (Швейцария)
- 2009 г. — Профессор